# مایناد

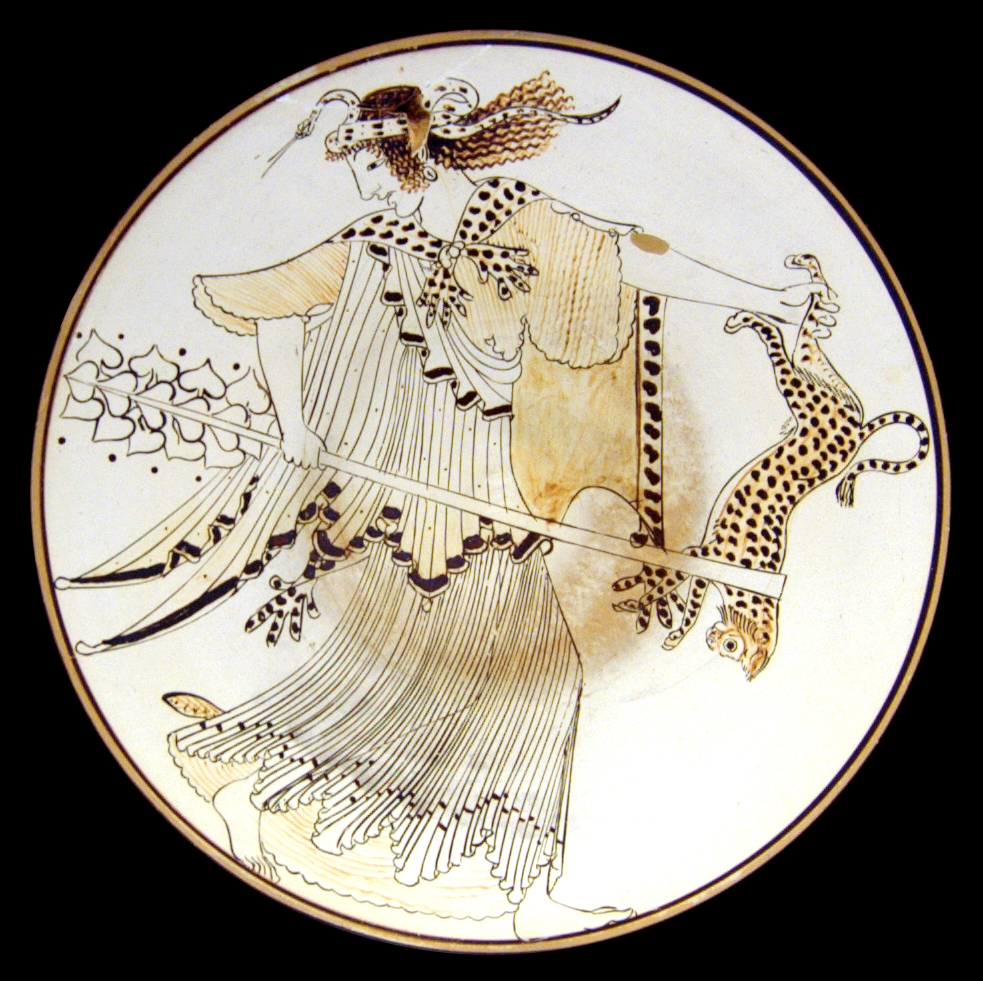

مایندادس (به انگلیسی: Maenad) (به یونانی: μαινάδες, mainádes) یا Bacchantes، در اساطیر و افسانه‌های یونانی و رومی، زنان پرستنده دیونوسوس بودند. مراسم آنها با می‌گساری و رقص و نواختن آهنگ همراه بود. آنها معمولاً" به شکل پایکوبان پریشان موی در حالیکه چوبی از شاخه مو و عشقه در دست داشتند، تجسم یافته‌اند.

## نگارخانه

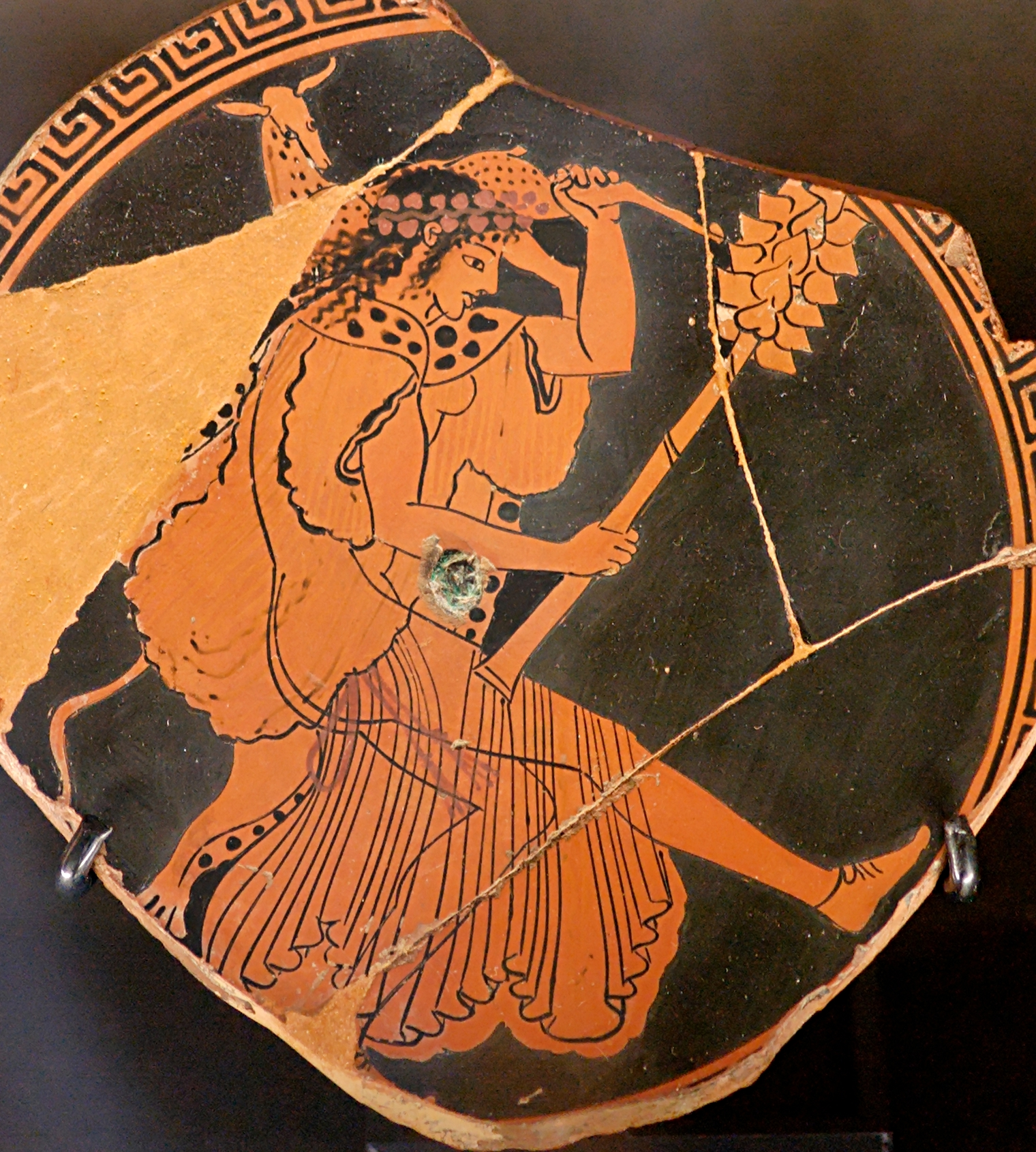
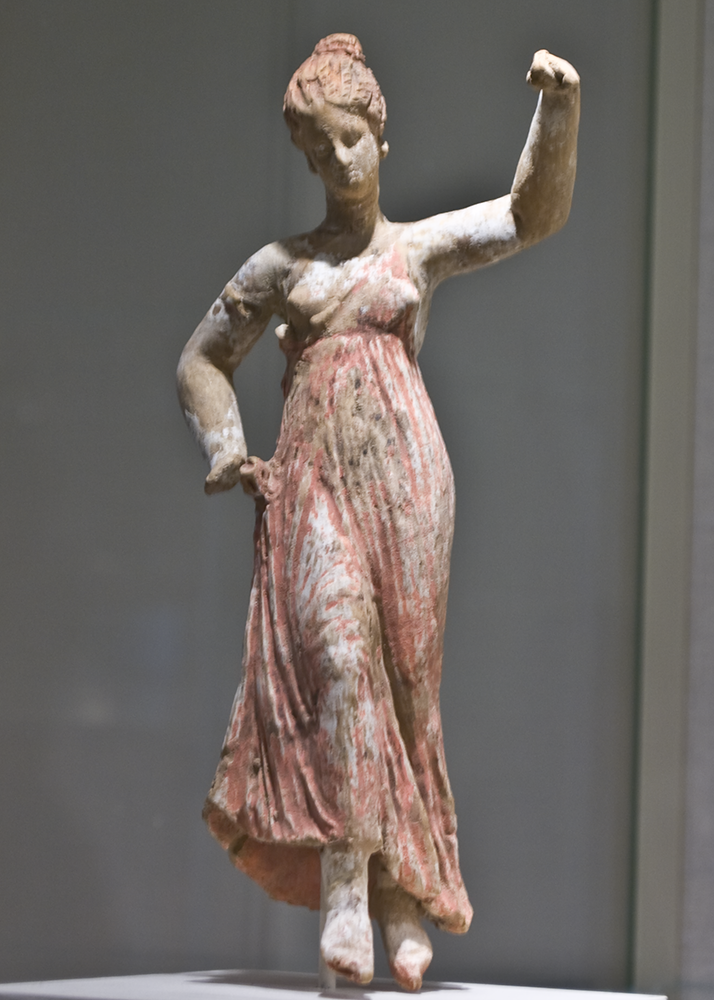
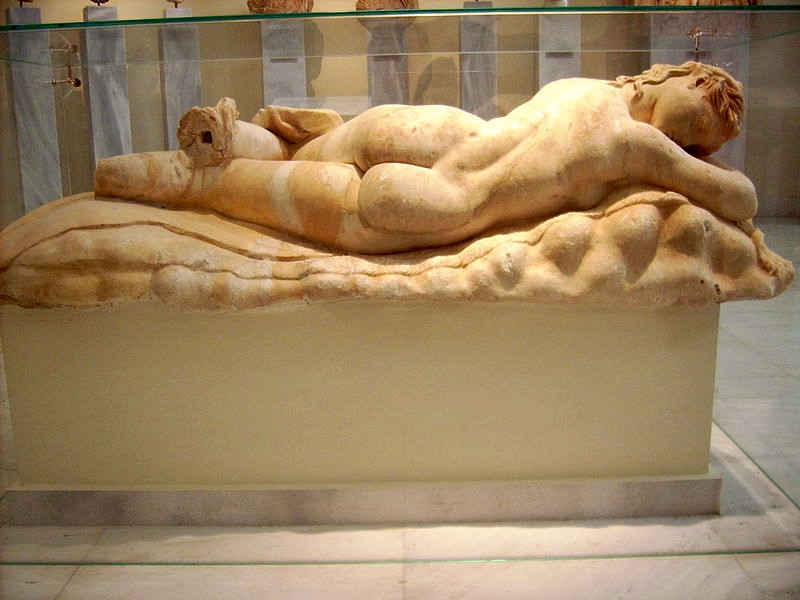
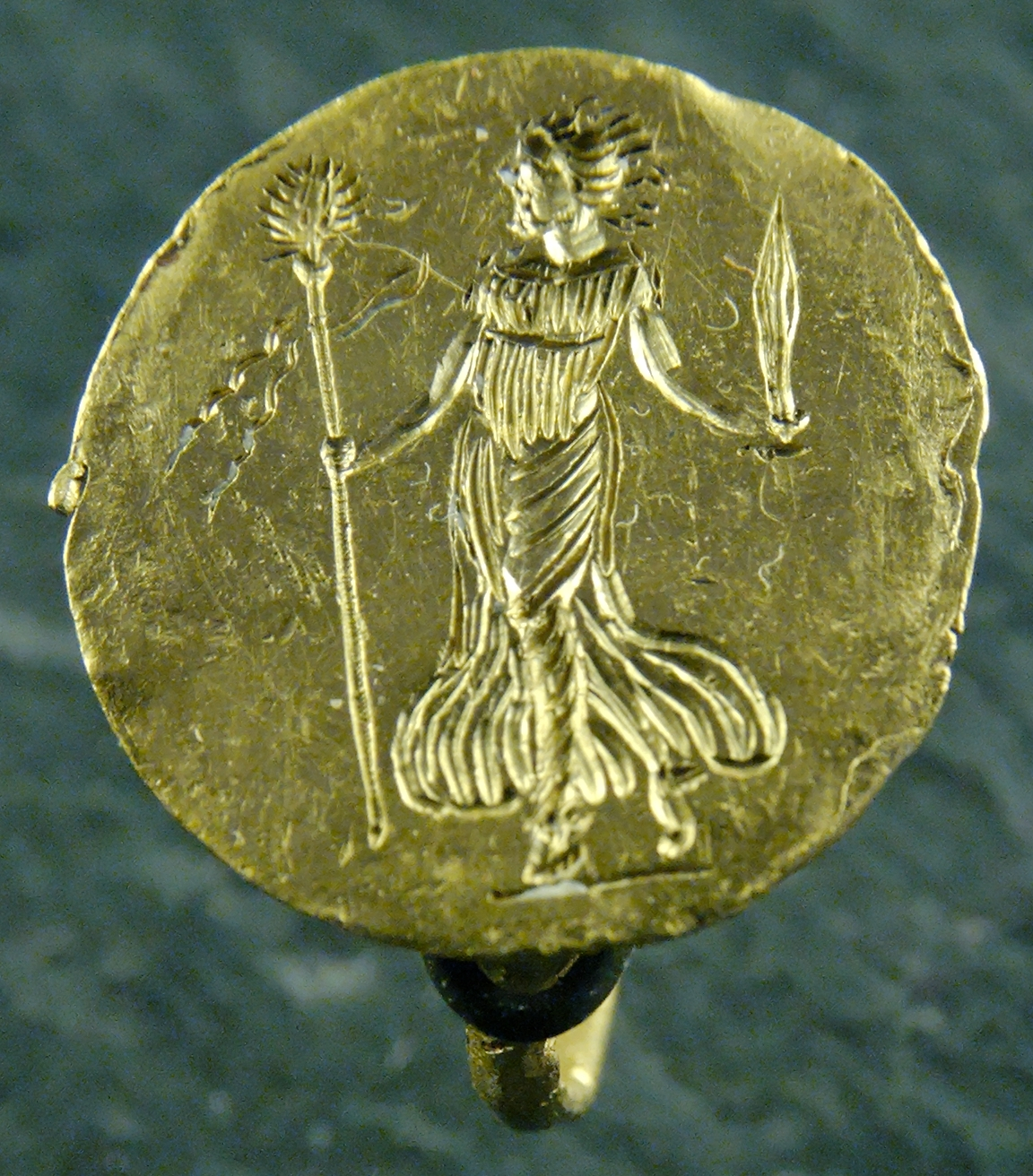
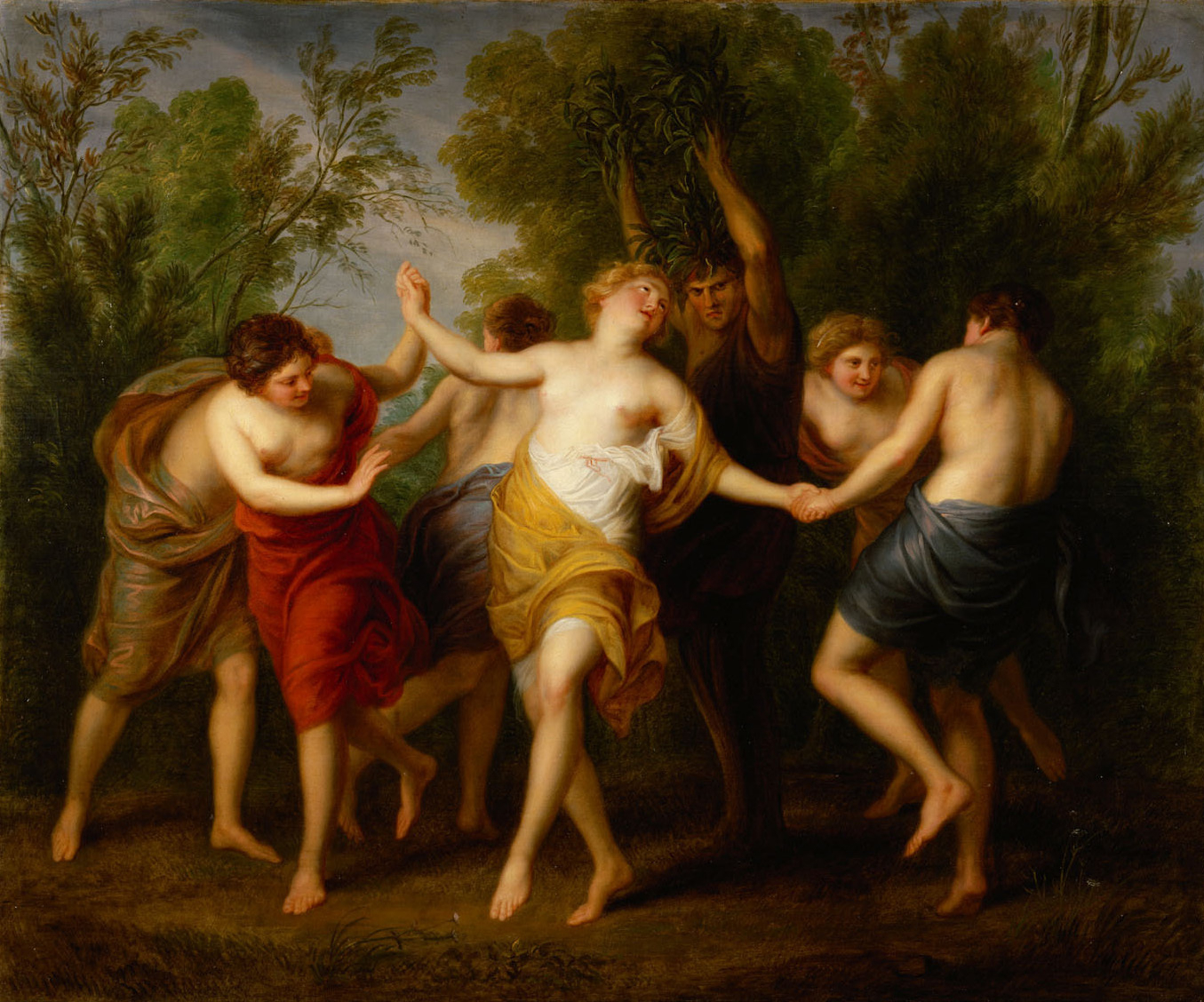
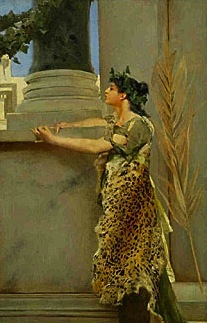